# Ryan Pickett
(en) Statistiques sur pro-football-reference
Ryan Lamont Pickett (né le 8 octobre 1979 à Zephyrhills) est un joueur de football américain.

## Lycée
Ryan fait ses études à la Zephyrhills High School et est sélectionné dans l'équipe des All American ainsi que celui de All State. Il est classé parmi les vingt-cinq meilleurs joueurs au niveau lycéen du pays. Lors de sa dernière année, il effectue 119 tacles et sept sacks.

## Carrière

### Université
Il joue ensuite à l'université d'État de l'Ohio où il obtient une place de titulaire à partir de 1998. Pour sa première année, il joue tous les matchs de la saison dont neuf comme titulaire. Pour sa deuxième saison, il s'essaie au poste de defensive back. Il décide de sauter sa dernière saison universitaire (senior) pour s'inscrire au draft de la NFL de 2001.

### Professionnel

#### Rams de Saint-Louis
Ryan Pickett est sélectionné lors du premier tour du draft par les Rams de Saint-Louis au 29e choix. Le 28 juillet 2001, il signe un contrat de cinq ans avec les Rams. Pour sa première saison en professionnel, il joue au poste de remplaçant et entre au cours de onze matchs. Il devient titulaire à partir de la saison 2002 où il joue seize matchs dont quatorze comme titulaire, finissant second de l'équipe au nombre de tacle avec soixante-cinq (quarante-cinq pour lui seul). Il devient un élément important de l'équipe, faisant des saisons qui se suivent au niveau statistiques. En 2004, il dispute une saison complète en tant que titulaire. Lors de la saison 2005, il affiche ses plus haute statistiques avec quarante huit tacles individuels. Après la saison 2005, son contrat avec la franchise du Missouri expire et se retrouve agent libre. Malgré ce départ, Pickett est choisi dans l'équipe du dixième anniversaire des Rams de Saint-Louis.

#### Packers de Green Bay
Le 17 mars 2006, les Packers font signer à Pickett un contrat de quatre ans de quatorze millions de dollars. Pour sa première saison avec sa nouvelle équipe, il dispute l'ensemble des matchs de la saison comme titulaire et affiche trente-et-un tacles et un fumbles récupérés par ses soins. En 2007, il réalise son premier sack avec les Packers et joue quatorze matchs. Pour la saison 2008, il enregistre vingt-six tacles. En 2009, il est repositionné nose tackle après que le coordinateur défensif Dom Capers a modifié la tactique de sa défense. Il remplace donc Gilbert Brown à ce poste et effectue une saison 2009 moyenne avec treize matchs joués dont neuf comme titulaire et vingt-deux tacles. En 2010, B. J. Raji prend le poste de nose tackle, ce qui permet à Pickett de retrouver son poste de prédilection, effectuant vingt-quatre tacles et remportant le Super Bowl XLV à la fin de la saison.